# 鈴木志歩
鈴木 志歩（すずき しほ、1997年1月7日 - ）は、愛知県出身のモデル、レースクイーンである。
所属事務所はAZS Entertainment。

## 略歴
2016年より2年間、岡山国際サーキットにてサーキットクイーンとしてシーズンを通しての活動を開始する。
2018年よりSUPER GTのレースクイーンとして活躍。
2020年はSUPER GTに加えてスーパー耐久のレースクイーンも務める。

## 人物
- 趣味は韓国コスメ集め、韓国語の勉強、モータースポーツ観戦、カラオケ。

## 活動履歴

### レースクイーン
| 年     | カテゴリー   | チーム名                                    | 他メンバー                                                          |
| ------ | ------------ | ------------------------------------------- | ------------------------------------------------------------------- |
| 2016年 | -            | 岡山国際サーキット サーキットクイーン       | 水城れな、乙原みづき、相田真奈、 柚月こはる、高崎まゆ子、菜畑有加里 |
| 2017年 | -            | 岡山国際サーキット サーキットクイーン       | 美波えり、加藤遥香、朝倉はるな、 河内千佳、田中優紀、長谷川さき     |
| 2018年 | SUPER GT     | MOTUL AUTECH GT-R JATCO Fan-Fun girl        | 【AUTECH Race Queen】柚浦桃 【MOTUL Circuit Lady】河辺ほのか        |
| 2019年 | SUPER GT     | MOTUL AUTECH GT-R JATCO Fan-Fun girl        | 【AUTECH Race Queen】長沼まゆ 【MOTUL Circuit Lady】小泉奈央        |
| 2020年 | SUPER GT     | TEAM LM corsa 2020 TWSプリンセス            | 涼野はるか、加乃ほのか、五十川ちほ                                  |
| 2020年 | スーパー耐久 | 林テレンプSHADE RACING SHADE GIRLS          | 植山ゆき、楠木絢、山下ありさ                                        |
| 2021年 | SUPER GT     | TEAM LM corsa 2021 TWSプリンセス            | 涼野はるか、五十川ちほ、西山絵里香                                  |
| 2022年 | SUPER GT     | muta racing INGING 2022 muta racing fairies | 葉月美優、小湊優香                                                  |

### イメージガール
- 2016年 - 
  - BOZLES / BOZLESガール[2]

### 出演
広告
- 2018年、名古屋鉄道「夏の犬山キャンペーン」
- 2020年、岐阜スズキ販売「スズキが好き」

ショウ
- STYLING COLLECTION 2015 TOKAI（ヘアショー）
- STYLING COLLECTION 2016 TOKAI（ヘアショー）
- マツコレ・パルコレ 2017
- MATSUZAKAYA FASHION WEEKS NAGOYA 2019

イベント
- 2016年
  - 大阪オートメッセ「SUPER GTブース」

- 2017年
  - 大阪オートメッセ「SUPER GTブース」
  - キープキャスト名古屋

- 2020年
  - 大阪オートメッセ「大阪トヨペット」

雑誌
- 東海ウォーカー2020年3月号

## 作品
MV
- etsuco『Ambitious』
- 豊田市PR動画「こんな豊田市、知らなかった。～The other side of Toyota City～」